# Natație la Jocurile Olimpice de vară din 2024 - 800 m liber (feminin)
Proba de înot 800 de metri liber feminin de la Jocurile Olimpice de vară din 2024 a avut loc în perioada 2-3 august 2024 la Paris Aquatics Centre.

## Recorduri
Înaintea acestei competiții, recordurile mondiale și olimpice erau următoarele:
| Record  | Atlet               | Timp    | Loc                      | Data           |
| ------- | ------------------- | ------- | ------------------------ | -------------- |
| Mondial | Katie Ledecky (SUA) | 8:04,79 | Rio de Janeiro, Brazilia | 12 august 2016 |
| Olimpic | Katie Ledecky (SUA) | 8:04,79 | Rio de Janeiro, Brazilia | 12 august 2016 |

## Program
Orele sunt ora Franței (UTC+1) 
| Data                   | Timp  | Etapă      |
| ---------------------- | ----- | ---------- |
| Vineri, 2 august 2024  | 10:00 | Calificări |
| Sâmbătă, 2 august 2024 | 21:30 | Finala     |

## Rezultate

### Calificări
Înotătoarele cu cei mai buni 8 timpi s-au calificat în finală.
| Loc | Serie | Culoar | Înotător                 | Țară                       | Timp    | Note |
| --- | ----- | ------ | ------------------------ | -------------------------- | ------- | ---- |
| 1   | 2     | 4      | Katie Ledecky            | Statele Unite ale Americii | 8:16,62 | C    |
| 2   | 2     | 6      | Paige Madden             | Statele Unite ale Americii | 8:18,48 | C    |
| 3   | 2     | 5      | Ariarne Titmus           | Australia                  | 8:19,87 | C    |
| 4   | 1     | 5      | Lani Pallister           | Australia                  | 8:20,21 | C    |
| 5   | 1     | 3      | Isabel Marie Gose        | Germania                   | 8:20,63 | C    |
| 6   | 2     | 3      | Simona Quadarella        | Italia                     | 8:20,89 | C    |
| 7   | 1     | 6      | Erika Fairweather        | Noua Zeelandă              | 8:22,22 | C    |
| 8   | 1     | 2      | Anastasiya Kirpichnikova | Franța                     | 8:22,99 | C    |
| 9   | 1     | 4      | Li Bingjie               | China                      | 8:27,92 |      |
| 10  | 1     | 7      | Maria Fernanda Costa     | Brazilia                   | 8:32,20 |      |
| 11  | 1     | 1      | Gan Ching Hwee           | Singapore                  | 8:32,37 | RN   |
| 12  | 2     | 2      | Eve Thomas               | Noua Zeelandă              | 8:33,25 |      |
| 13  | 2     | 7      | Ajna Késely              | Ungaria                    | 8:36,13 |      |
| 14  | 2     | 1      | Agostina Hein            | Argentina                  | 8:37,43 |      |
| 15  | 2     | 8      | Kristel Köbrich          | Chile                      | 8:46,46 |      |
| 16  | 1     | 8      | Jamila Boulakbech        | Tunisia                    | 9:21,38 |      |

### Finala
| Loc | Culoar | Înotătoare               | Țară                       | Timp    | Note |
| --- | ------ | ------------------------ | -------------------------- | ------- | ---- |
| 1   | 4      | Katie Ledecky            | Statele Unite ale Americii | 8:11,04 |      |
| 2   | 3      | Ariarne Titmus           | Australia                  | 8:12,29 | RC   |
| 3   | 5      | Paige Madden             | Statele Unite ale Americii | 8:13,00 |      |
| 4   | 7      | Simona Quadarella        | Italia                     | 8:14,55 |      |
| 5   | 2      | Isabel Marie Gose        | Germania                   | 8:17,82 |      |
| 6   | 6      | Lani Pallister           | Australia                  | 8:21,09 |      |
| 7   | 8      | Anastasiya Kirpichnikova | Franța                     | 8:22,80 |      |
| 8   | 1      | Erika Fairweather        | Noua Zeelandă              | 8:23,27 |      |